# Arthur Byron Cover
Arthur Byron Cover, né le 14 janvier 1950 à Grundy en Virginie, est un auteur de science-fiction américain.

## Biographie
Arthur Byron Cover fréquenta l'atelier d'écriture appelé Clarion Writer's SF Workshop à La Nouvelle-Orléans en 1971 et publia sa première nouvelle professionnelle grâce à Harlan Ellison dans le recueil The Last Dangerous Visions. Son colocataire de l'époque de l'atelier Clarion et plus tard également à Los Angeles, s'appelait Gustav Hasford, l'auteur de The Short-Timers, le roman qui servit de support au film de Stanley Kubrick : « Full Metal Jacket » (1987).
Les nouvelles d'Arthur Byron Cover furent publiées dans différents magazines et anthologies comme Infinity Five, Alternities, The Alien Condition, Weird Heroes no 6, The Year's Best Horror no 4 et no 5, Down and Dirty et Pulphouse. Il écrivit également quelques bandes dessinées, notamment deux numéros de Daredevil chez Marvel (dont l'un en collaboration avec Harlan Ellison) et Space Clusters, un roman illustré par Alex Niňo, sans compter quelques scripts d'animation, des recensions et des articles pour des magazines aussi illustres que The New York Review of Science Fiction.
Le premier roman d'Arthur Byron Cover, Autumn Angels, fut la seconde publication des nouveaux auteurs à découvrir proposés par Harlan Ellison chez Pyramid Books et termina finaliste pour le prix Nebula du meilleur roman de science-fiction. Le roman fut présenté comme une hybridation stylistique entre Harlan Ellison et Kurt Vonnegut, précédant en tant que tel Douglas Adams dans le genre de la littérature fantastique humoristique et littéraire.
Arthur Byron Cover s'occupe d'un site web de vente de livres de science-fiction : « Dangerous Visions ». Le site tire son som de l'anthologie Dangerous Visions édité en 1967 par Harlan Ellison. Arthur Byron Cover fut également membre du jury du prix Philip-K.-Dick en 2005.

## Œuvres

### SérieWild Cards
1. Down and Dirty, J'ai lu, coll. Nouveaux Millénaires, 2016 ((en) Down and Dirty, 1988)Anthologie de nouvelles écrites avec Edward Bryant, Pat Cadigan, Leanne C. Harper, Stephen Leigh, George R. R. Martin, John J. Miller, Melinda Snodgrass, Walter Jon Williams et Roger Zelazny

### Romans indépendants
- (en) Autumn Angels, 1975
- (en) The Sound of Winter, 1976
- (en) An East Wind Coming, 1979Ce roman met en scène Sherlock Holmes et Jack l'Éventreur dans les corridors du temps
- Flash Gordon ((en) Flash Gordon, 1980)Ce roman est tiré du film Flash Gordon de Lorenzo Semple Jr.
- (en) Planetfall, 1988
- (en) Stationfall, 1989
- Répétition mortelle ((en) Night of the Living Rerun, 1998)Ce roman s'inscrit dans la série Buffy contre les Vampires dont il constitue de quatrième tome
- (en) The Red Star, 2003

### Recueils de nouvelles
- (en) The Platypus of Doom and Other Nihilists, 1976
  - (en) The Platypus of Doom
  - (en) The Armadillo of Destruction
  - (en) The Aardvark of Despair
  - (en) The Clam of Catastrophe

### Nouvelles traduites en français
- Prodige, 1990 ((en) Prodigy, 1988)Publiée dans l'anthologie Cyborg, J'ai lu, coll. « Science-fiction et fantastique »
- Jésus était un as, 2016 ((en) Jesus Was An Ace, 1988)Publiée dans l'anthologie Down and Dirty, J'ai lu, coll. « Nouveaux Millénaires »